# Episodi di Revolution (prima stagione)
La prima stagione della serie televisiva Revolution è stata trasmessa dal canale statunitense NBC dal 17 settembre 2012 al 3 giugno 2013; l'episodio pilota era già stato distribuito online dal 4 settembre 2012, anticipando il debutto televisivo.
In Italia la stagione è stata trasmessa in prima visione assoluta dal 15 gennaio al 30 novembre 2013, dapprima su Steel e poi su Premium Action, canali della piattaforma digitale a pagamento Mediaset Premium.
L'episodio pilota era stato distribuito dal 12 gennaio online attraverso il servizio Premium Play, mentre i primi dieci episodi vennero trasmessi sul canale Steel; i restanti dieci episodi sono stati invece trasmessi a partire dal 28 settembre 2013 su Premium Action, canale che ha sostituito Steel, mentre dal 21 settembre l'undicesimo episodio è disponibile sulla piattaforma Premium Play.
In chiaro l'intera stagione è stata trasmessa da Italia 1 dal 10 gennaio all'8 aprile 2014.
| nº | Titolo originale                         | Titolo italiano               | Prima TV USA      | Prima TV Italia   |
| -- | ---------------------------------------- | ----------------------------- | ----------------- | ----------------- |
| 1  | Pilot                                    | Blackout                      | 17 settembre 2012 | 15 gennaio 2013   |
| 2  | Chained Heat                             | Travolta dall'impeto          | 24 settembre 2012 | 22 gennaio 2013   |
| 3  | No Quarter                               | Nessuna pietà                 | 1º ottobre 2012   | 29 gennaio 2013   |
| 4  | The Plague Dogs                          | Cani randagi                  | 8 ottobre 2012    | 5 febbraio 2013   |
| 5  | Soul Train                               | Il treno                      | 15 ottobre 2012   | 12 febbraio 2013  |
| 6  | Sex and Drugs                            | Sesso e droga                 | 29 ottobre 2012   | 19 febbraio 2013  |
| 7  | The Children's Crusade                   | La crociata dei bambini       | 5 novembre 2012   | 26 febbraio 2013  |
| 8  | Ties That Bind                           | Legami che uniscono           | 12 novembre 2012  | 5 marzo 2013      |
| 9  | Kashmir                                  | Kashmir                       | 19 novembre 2012  | 12 marzo 2013     |
| 10 | Nobody's Fault But Mine                  | Solo colpa mia                | 26 novembre 2012  | 19 marzo 2013     |
| 11 | The Stand                                | La resistenza                 | 25 marzo 2013     | 28 settembre 2013 |
| 12 | Ghosts                                   | Fantasmi                      | 1º aprile 2013    | 5 ottobre 2013    |
| 13 | The Song Remains the Same                | La canzone è sempre la stessa | 8 aprile 2013     | 12 ottobre 2013   |
| 14 | The Night the Lights Went Out in Georgia | Missione pericolosa           | 22 aprile 2013    | 19 ottobre 2013   |
| 15 | Home                                     | Casa                          | 29 aprile 2013    | 26 ottobre 2013   |
| 16 | The Love Boat                            | Love boat                     | 6 maggio 2013     | 2 novembre 2013   |
| 17 | The Longest Day                          | Il giorno più lungo           | 13 maggio 2013    | 9 novembre 2013   |
| 18 | Clue                                     | L'indizio                     | 20 maggio 2013    | 16 novembre 2013  |
| 19 | Children Of Men                          | I figli degli uomini          | 27 maggio 2013    | 23 novembre 2013  |
| 20 | The Dark Tower                           | La torre oscura               | 3 giugno 2013     | 30 novembre 2013  |

## Blackout
- Titolo originale: Pilot
- Diretto da: Jon Favreau
- Scritto da: Eric Kripke

### Trama
Un misterioso evento neutralizza qualsiasi forma di produzione di energia elettrica presente sulla Terra, generando un black out globale. Pochi istanti prima un uomo, Ben Matheson, che sembrava essere a conoscenza di quello che stava per accadere prova ad avvisare il fratello Miles, un marine, senza però riuscire a fornirgli i dettagli. Quindici anni dopo, il mondo è radicalmente cambiato: le grandi città sono ormai irriconoscibili, i governi tradizionali hanno lasciato il posto a nuove repubbliche controllate con la forza da milizie, mentre le popolazioni hanno dovuto riscoprire forme di organizzazione e stili di vita precedenti alla prima rivoluzione industriale. Ben, la cui moglie Rachel è nel frattempo deceduta, vive con i figli Charlie e Danny in un villaggio facente parte della Repubblica di Monroe, fondata dal generale Sebastian Monroe. Quest'ultimo ha dato ordine ai suoi soldati di cercare Ben da molto tempo, e quando la milizia guidata dal capitano Tom Neville lo trova e prova ad arrestarlo, il figlio e altri suoi amici cercano di difenderlo. Tuttavia dopo un breve conflitto a fuoco l'uomo viene colpito e il capitano Neville per evitare di ritornare dal generale a mani vuote arresta Danny, che soffre di asma. Charlie, su indicazione del padre in punto di morte, deciderà quindi di intraprendere un viaggio verso Chicago per trovare lo zio Miles, mai conosciuto prima e anche lui ricercato dalla milizia, e mettersi insieme a lui sulle tracce del fratello. Nel viaggio è accompagnata da Aaron, brillante insegnante e scienziato che lavorava per Google prima del black out; Maggie, una dottoressa che era legata sentimentalmente al padre e Nate, un ragazzo appena conosciuto che si offrirà di aiutarla, ma che alla fine si rivelerà un membro della milizia che sfrutta Charlie per individuare suo zio. Miles, che prima del black out era uno dei migliori amici di Monroe, quando incontra la nipote non è entusiasta dell'idea di aiutarla, ma alla fine deciderà di unirsi alla sua ricerca. Nel frattempo Danny, nel tentativo di sfuggire alla milizia che l'aveva catturato si imbatte in Grace, una donna che grazie ad un misterioso dispositivo è in grado di far funzionare un computer per comunicare con qualcuno. Un dispositivo uguale era stato affidato da Ben all'amico Aaron, ignaro del suo funzionamento, prima di morire.

## Travolta dall'impeto
- Titolo originale: Chained Heat
- Diretto da: Charles Beeson
- Scritto da: Eric Kripke

### Trama
Charlie, Aaron, Maggie e Miles sono accampati vicino ad un binario morto, quando Miles viene attaccato da un cacciatore di taglie ma riesce a sconfiggerlo dopo un breve duello. Vorrebbe ucciderlo, ma Charlie lo convince a non farlo e decidono dunque di rinchiuderlo in un vagone del treno, dopodiché ripartono, ma non si accorgono che il miliziano Nate li sta ancora seguendo. Il gruppo raggiunge un centro abitato dove Miles spera di trovare una donna di nome Norah in grado di aiutarli a ritrovare Danny. Lì scoprono che la donna è stata catturata dalla milizia e vengono ritrovati dal cacciatore di taglie ma riescono a sconfiggerlo e stavolta Miles lo uccide. A questo punto Miles decide di partire da solo per liberare Norah e dice agli altri di andare a Main Street a Lowell, Indiana per rincontrarsi li dopo due settimane, ma Charlie non è d'accordo e durante la notte, mentre Aaron e Maggie dormono, fugge per seguirlo. Il giorno dopo Charlie sta ancora seguendo Miles ma si accorge di essere seguita a sua volta da Nate, di cui però riesce a liberarsi. Nel frattempo al campo base della milizia il generale Monroe mostra la sua ferocia su un prigioniero mentre Danny, in viaggio verso il campo con i suoi aguzzini, assiste all'omicidio di un colono colpevole di aver ucciso un cervo con un'arma da fuoco. In casa dell'uomo viene trovata una bandiera statunitense che lo identifica come simpatizzante dei "ribelli", un'unità clandestina che vuole ricreare gli Stati Uniti d'America. Nel bosco, Charlie trova Miles e lo convince a permetterle di andare con lui, mentre all'accampamento Aaron e Maggie hanno una conversazione intensa, e Aaron parla a Maggie del dispositivo che Ben gli aveva consegnato prima di morire e glielo mostra. Intanto Charlie e Miles trovano Norah, ma quando riescono a liberarla scoprono che si era fatta catturare apposta allo scopo di rubare un fucile da cecchino in possesso dell'uomo al comando del gruppo di milizie di cui era prigioniera (le armi da fuoco sono appannaggio esclusivo dei miliziani e rappresentano una risorsa di immenso valore), e non vuole andarsene senza il fucile, così i due la aiutano a rubarlo, ma per farlo Charlie si trova costretta ad uccidere e questo le costa molto. Al campo base delle milizie il generale Monroe fa visita a Rachel, la madre di Charlie e Danny, per comunicarle della morte di Ben e della cattura del figlio: Rachel, da tutti creduta morta, è invece prigioniera del generale che la ritiene custode di fondamentali segreti sul black out.

## Nessuna Pietà
- Titolo originale: No Quarter
- Diretto da: Sanford Bookstaver
- Scritto da: Monica Owusu-Breen

### Trama
Recuperato il fucile Norah, Miles e Charlie sono diretti a un accampamento di ribelli per consegnarlo nelle loro mani, nonostante il parere contrario di Miles che vorrebbe tenerlo per sé e usarlo per salvare Danny. Una volta arrivati all'accampamento la situazione si presenta però tragica, i ribelli hanno subito un duro attacco, molti uomini sono morti, altri sono feriti e un altro è stato fatto prigioniero dalla milizia. Miles e Nora intimano al capo dei ribelli di spostarsi e andarsene perché il prigioniero potrebbe aver rivelato la loro posizione mettendoli tutti in pericolo. Charlie però, colpita da quello che sta accadendo nell'accampamento, decide di rimanere per dare una mano e aiutare Norah contro il parere di Miles. Nel frattempo Danny è ancora prigioniero del capitano Tom Neville. Aaron e Maggie giungono a casa di Grace ma non trovano nessuno, solo una casa piena di inutili attrezzi elettronici. La milizia fa fuoco contro l'accampamento e i ribelli usano il fucile per difendersi, prendendo tempo e scavando un tunnel come piano di fuga, quando il tunnel però crolla, sono costretti a affrontare la milizia faccia a faccia e Miles riesce a catturare il loro capitano per negoziare uno scambio, ma neanche questo piano funziona così è costretto a offrirsi lui stesso in cambio della libertà dei ribelli e di Charlie, poiché lui stesso è ricercato da Monroe avendo fatto parte della milizia. Miles viene quindi fatto prigioniero e portato via ma durante il tragitto con un attacco a sorpresa Charlie e Nora riescono a liberarlo. Aaron e Maggie scoprono che la collanina che Ben gli ha affidato ha la capacità di accendere la corrente anche se solo per pochi secondi.